# 十市勉
十市 勉（といち つとむ、1945年12月26日 - ）は、日本エネルギー経済研究所顧問、多摩大学経営情報学部客員教授。理学博士。専門はエネルギー、地球環境問題。大阪府出身。

## 経歴
- 1964年 大阪府立大手前高等学校卒業
- 1968年 東京大学理学部地球物理学科卒業
- 1973年 東京大学大学院理学系研究科地球物理コース博士課程修了、日本エネルギー経済研究所入所
- 1978年 日本エネルギー経済研究所主任研究員
- 1983年 マサチューセッツ工科大学エネルギー研究所客員研究員
- 1985年 日本エネルギー経済研究所第1研究室室長
- 1991年 日本エネルギー経済研究所総合研究部長
- 1994年 日本エネルギー経済研究所理事・総合研究部長
- 2000年 日本エネルギー経済研究所常務理事・総合研究部長
- 2001年 日本エネルギー経済研究所常務理事・主席研究員
- 2006年 日本エネルギー経済研究所専務理事（最高知識責任者・戦略研究グループ担任）・首席研究員。
- 2012年 多摩大学経営情報学部客員教授

## 主張
原発再稼動を推進している。関西電力監査役として原発立地に絡む森山栄治元部落解放同盟福井県連合会書記長からの金品受領問題を知りながら報告しなかったとし、関西電力の調査で善管注意義務違反を指摘されたが、損害賠償請求は見送られた。

## 著書
- 『21世紀のエネルギー地政学』（産経新聞出版、2007年） - 第28回エネルギーフォーラム賞普及啓発賞受賞
- 『石油−日本の選択』（日本能率協会マネージメントセンター、1993年）
- 『第3次石油ショックは起きるか』（日本経済新聞社、1990年） - 第11回エネルギーフォーラム賞優秀作受賞
- 『石油産業 シリーズ世界の企業』（編著、日本経済新聞社、1987年） - 第8回エネルギーフォーラム賞受賞